# Друэ, Анри
Дание́ль-Анри́ Друэ́ (фр. Daniel-Henri Druey) (12 апреля 1799 года, Фауг, кантон Во, Швейцария — 29 марта 1855 года, Берн, Швейцария) — швейцарский политик, президент Швейцарии.

## Биография
Обучался праву в Лозанне, Германии и Франции. В 1828 году стал адвокатом, затем в 1830 — судьёй в кантональном Апелляционном суде Во. В следующем году избран в парламент. Член Радикально-демократической партии.
- 1 июля 1842 —  1843[источник не указан 5239 дней] — президент Кантонального совета Во.
- 14 февраля 1845 — 31 декабря 1846 — президент Кантонального совета Во.
- 16 ноября 1848 — 29 марта 1855 — член Федерального совета Швейцарии.
- 21 ноября 1848 — 31 декабря 1849 — вице-президент Швейцарии, начальник департамента (министр) юстиции и полиции.
- 1 января — 31 декабря 1850 — президент Швейцарии, начальник политического департамента (министр иностранных дел).
- 1 января — 31 декабря 1851 — начальник департамента (министр) финансов.
- 1 января — 31 декабря 1852 — начальник департамента юстиции и полиции.
- 1 января 1853 — 29 марта 1855 — начальник департамента финансов.